# Storiografia filosofica
La storia della storiografia filosofica è la disciplina che studia il modo in cui il pensiero dei filosofi nel corso della storia è stato approcciato, documentato e interpretato.
In senso ampio, la storiografia filosofica sorge poco dopo la filosofia stessa, essendo costituita dai riferimenti ad autori precedenti, a partire dai testi dei filosofi antichi.
In senso tecnico e più ristretto, la storiografia filosofica nasce nel Rinascimento, sviluppandosi attraverso le riflessioni di Vico e di Fichte sulla filosofia della storia, fino ad assumere sostanzialmente l'attuale fisionomia nel corso dell'Ottocento, quando, in opposizione alla sua variante hegeliana, raggiunge uno statuto epistemologico fortemente influenzato dalla filologia e incentrato sullo studio delle fonti e sul metodo diacronico.
La storia della storiografia filosofica è una disciplina relativamente recente, ma, almeno come cattedra universitaria (facente parte, in Italia, del settore scientifico-disciplinare M-FIL/06, storia della filosofia), gode di una relativa fortuna. Tuttavia risultano pochi gli studi realmente dedicati ad essa, cioè le opere che trattano la storia degli studi sulla Storia della filosofia.